# Железничка станица Сталаћ
Железничка станица Сталаћ је једна од железничких станица на прузи Београд—Ниш. Налази се насељу Сталаћ у општини Ћићевац. Пруга се наставља у једном смеру ка Стеванцу и у другом према према Ћићевцу. Железничка станица Сталаћ састоји се из 8 колосека.